# Jean-Claude Bercq
Jean-Claude Bercq, właściwie Claude Jules René Bercq (ur. 7 kwietnia 1929 w Valleroy – zm. 12 grudnia 2008 w Saint-Louis) – francuski aktor filmowy i teatralny.

## Wybrana filmografia

### filmy fabularne
- 1959: Un couple (reż. Jean-Pierre Mocky)
- 1961: Snobs ! (reż. Jean-Pierre Mocky) jako Yvon, Joël Stoff
- 1963: Les Vierges (reż. Jean-Pierre Mocky)
- 1963: Pociąg (Le Train; reż. John Frankenheimer/Bernard Farrel) jako Major
- 1963: A oto koń siny (Et vint le jour de la vengeance, reż. Fred Zinnemann)
- 1964: Trefna broń (L'arme à gauche, reż. Claude Sautet)
- 1964: Le bar de la reine reż. Michel Huillard (12 min)
- 1964: Le jour d'après (reż. Robert Parrish) jako Bojownik ruchu oporu
- 1964: L'Enfer (reż. Henri-Georges Clouzot) jako Martineau
- 1965: Rififi w Panamie (Du rififi à Paname, reż. Denys de La Patellière) jako Jo le pâle
- 1965: L'Arme à gauche[7]
- 1965: Wojna w Algierze (Les Centurions, reż. Mark Robson) jako Orsini
- 1965: La Fleur de l'âge (reż. John Guillermin)
- 1966: Drugi oddech (Le Deuxième Souffle, reż. Jean-Pierre Melville)
- 1966: Agent o dwóch twarzach (La Fantastique Histoire vraie d'Eddie Chapman/Triple cross; reż. Terence Young) jako major Von Leeb
- 1966: Le judoka agent secret (reż. Pierre Zimmer) jako Marc, judoka
- 1967: Capitaine Singrid (reż. Jean Leduc) jako Tarquier
- 1967: Le bal des voyous (reż. Jean-Claude Dague) jako Henri Verdier
- 1967: Mayerling (reż. Terence Young) jako Michał II, książę Braganzy
- 1968: Kaskader (Le cascadeur; reż. Marcello Bardi) jako Omero
- 1968: Hallucinations sadiques (reż. Jean-Pierre Bastid) jako Alfred
- 1969: Un condé (reż. Yves Boisset) jako Niemiec
- 1970: L'opium et le bâton (reż. Ahmed Rachedi) jako M. Delécluze
- 1971: Le Mans (reż. Lee H. Katzin) jako Paul-Jacques Dion
- 1972: Grudzień (Décembre; reż. Mohammed Lakhdar-Hamina) jako komendant Leveil
- 1973: Grandeur nature (reż. Luis García Berlanga) jako Jacques
- 1973: Putovanje (reż. Vesna Ljubic)
- 1973: Hit! (reż. Sidney J. Furie) jako Jean-Baptiste
- 1974: Le sexe à la barre (reż. Georges Cachoux) jako Marc
- 1975: Le Pèlerinage jako Christiani
- 1975: Les petites vicieuses (reż. Georges Cachoux) jako Philippe Lantier